# Antheuella
Antheuella är ett släkte av fjärilar. Antheuella ingår i familjen tandspinnare.
Kladogram enligt Catalogue of Life:
| Antheuella | \| \| Antheuella flavida \| \| \| \| \| \| Antheuella incana \| \| \| \| |
|            | \| \| Antheuella flavida \| \| \| \| \| \| Antheuella incana \| \| \| \| |
|            | Antheuella flavida                                                       |
|            |                                                                          |
|            | Antheuella incana                                                        |
|            |                                                                          |